# Musique ouzbèke
La musique ouzbèke est la musique du peuple turcophone de l'Ouzbékistan, avec une musique savante héritée de la culture islamique et une musique folklorique issue aussi de la culture turco-mongole des bardes. Elle subit la très forte influence russe sous l'ère soviétique, et donc une certaine occidentalisation, dans sa forme akademic. Par ailleurs, il existe différents foyers (Ferghana, Khija, Boukhara, etc.) aux styles très différents.

## Musique savante

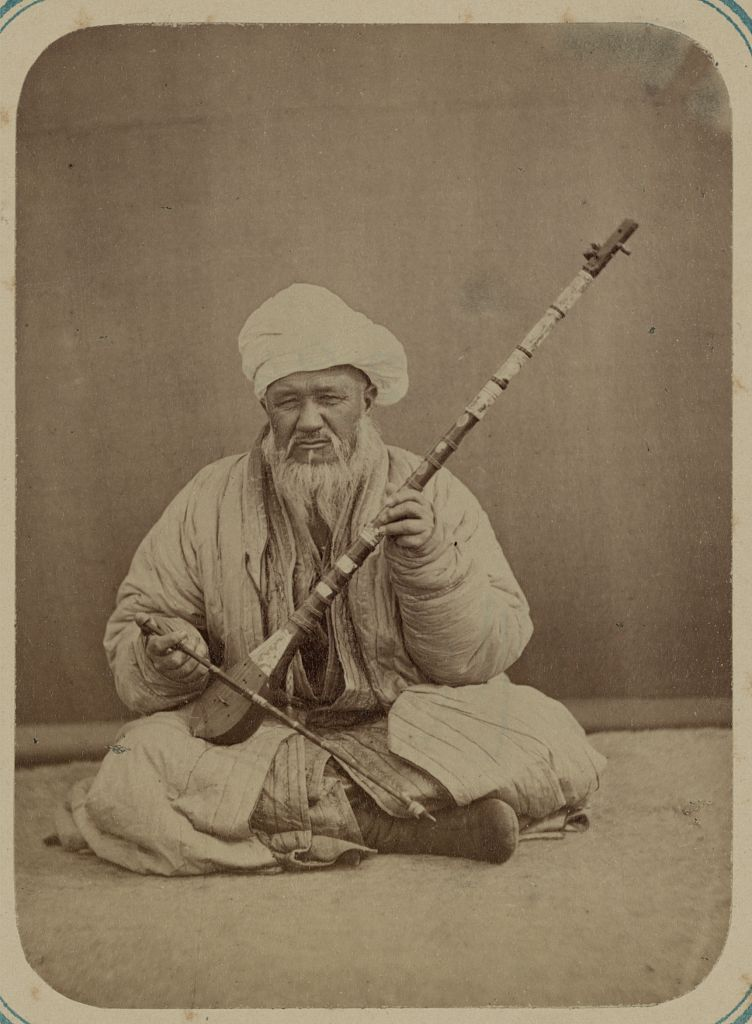
Joueur de satô.

La musique savante et l'art d'interpréter les maqôms sont très proches de la pratique turco-persanne et datent du XVe siècle. Elle a de fortes parentés avec la musique ouïghoure et la musique tadjike, toutes proches.
Le maqôm est variable selon plusieurs écoles régionales qui incluent : à Boukhara, le shash maqôm (buzruk, dugôh, irôq, navô, rôst, segôh), à Ferghana, le tchahôr maqôm (bayôt, tchahôrgôh, dugôh-husayni, gulyôr-shahnôz), et à Khorezm, l'altiyarim maqôm contient en plus du shash maqôm : Panjgôh.
Le terme maqôm désigne aussi ici un cycle ou une suite de mouvements (comme dans la musique irakienne ou azérie).

## Musique folklorique

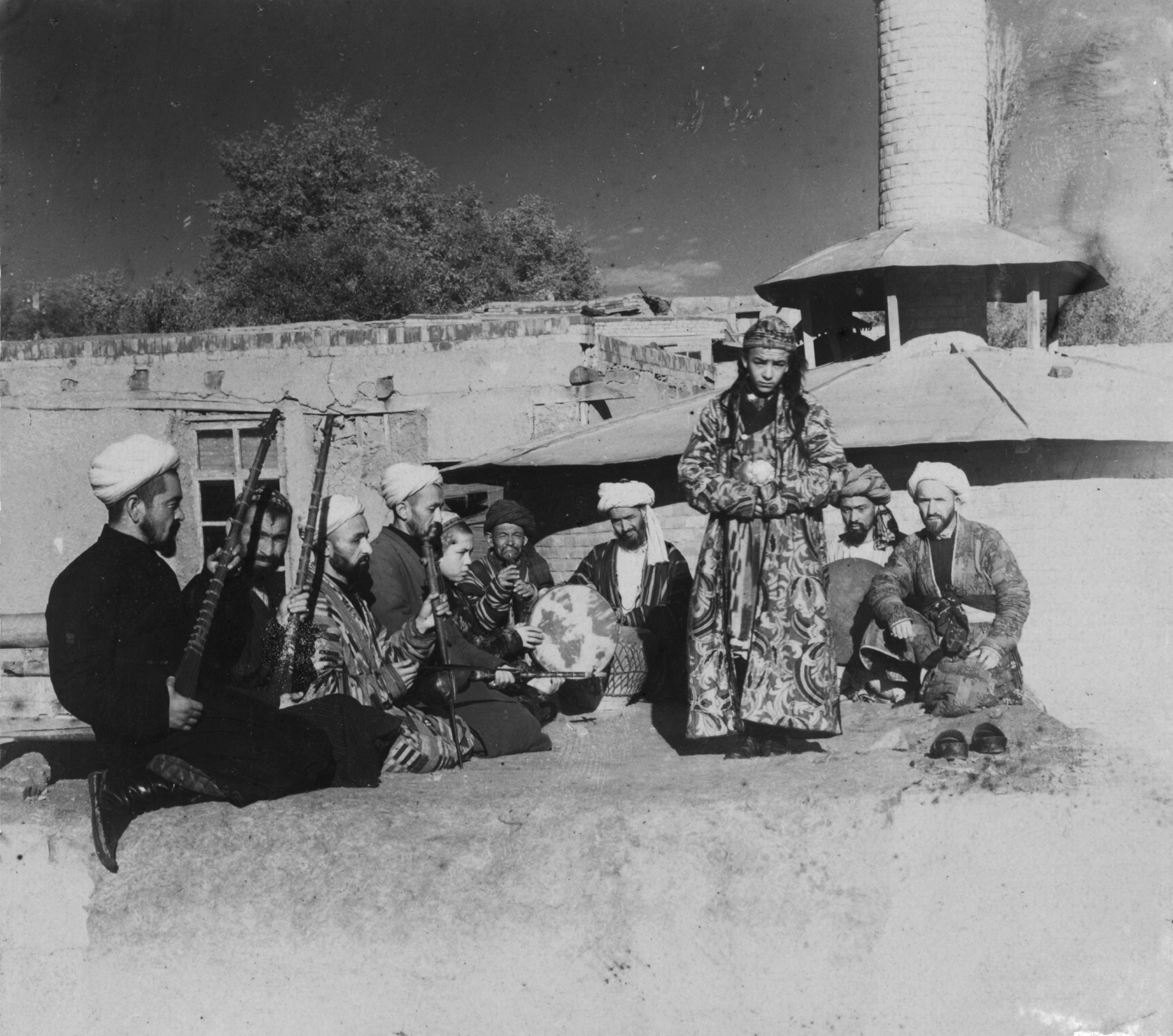
Tanetsbachi.

Les bardes sôzanda ou khalifa accompagnent toujours les banquets (toy) à l'occasion des mariages. Il existe plusieurs types de chants : le beshkarsak, le destan (ou dastan), le kata achoula, le khalqui, le munâjât, le suvâra, le terma et le yalla.
Le beshkarsak, chant rythmique d'hommes accompagné par le frappement des mains et un mouvement des épaules et du buste, destiné autant au travail qu'à la méditation. Le destan (ou dastan) est une ballade épique accompagnée au dotâr ou au ghaychak, narrant les hauts faits légendaires de héros turcs tel Görogly, (cf. Alpamych). Le kata achoula  est un chant d'appel récitatif en solo ou duo, improvisé sur une mélodie simple et non mesurée, et amplifié par une assiette placée devant la bouche du hâfiz en guise de porte-voix. Le khalqui est un chant lyrique proche du ghazal. Le munâjât est un chant soufi traditionnellement exécuté pendant le dhikr, mais depuis le XXe siècle, c'est aussi une forme populaire de chant d'amour mystique proche du ghazal.
Le suvâra est un chant sacré de Khorezm, dont il existe plusieurs variantes, et qui est destiné à provoquer la transe. Le terma est un chant féminin en solo accompagné au doyre lors de mariages ou circoncisions. Le yalla est aussi un chant féminin en solo accompagnant les danses au doyre lors de mariages.

## Musique contemporaine
De nombreuses formes de musique populaire, y compris la musique folk, pop et rock, prospèrent en Ouzbékistan depuis le début des années 1990. La musique pop ouzbek est bien développée, et jouit d'un large succès auprès du grand public. Beaucoup de chanteurs et de chanteuses ouzbeks tels que Shahzoda, Yulduz Usmanova (qui mêle musique pop, électronique et traditionnelle),, Sevara Nazarkhan,, Rayhon, Sogdiana ont un succès commercial, non seulement en Ouzbékistan, mais aussi en Kazakhstan, en Russie, en Tadjikistan, et au-delà. La fille aînée d'Islam Karimov (le président et dictateur ouzbek), Gulnora Karimova, a également tenté de s'imposer sur la scène comme une pop star, dans son pays.
Actuellement[Quand ?], le rock bénéficie de moins de popularité que la musique pop en Ouzbékistan. Parmi les chanteurs ou les groupes peuvant être cités : Davron G'oipov, Bolalar, Sahar, Night Wind (un groupe de folk metal), etc.. Un des groupes les plus notables de rock indépendant en Ouzbékistan est All Tomorrow's Parties, qui est actuellement basé à Moscou, en Russie,. Le hip-hop devient populaire parmi les jeunes ouzbek, avec des rappeurs tels que Shoxrux ou Shahryor. Mais, le gouvernement ouzbek censure cette musique, estimant qu'elle ne correspond pas à la culture musicale ouzbek. Un film diffusé en 2011 par l’une des principales chaînes de télévision ouzbèke, Youht TV, dénonce l'« influence destructrice du rock occidental et du rap qui s’approchent comme des nuages noirs au-dessus de la tête de la jeunesse ouzbèke ».

## Instruments traditionnels
Les instruments à vent comprennent : ney, karnay, et surnay.
Les instruments à cordes comprennent : pincées, dombra, dotâr, rabâb, tambûr, et târ. Les frottées comprennent : satô, ghaychak, kobyz et les frappées tchang.
Les percussions comprennent : daf, doyre, et nagara.